# 마스터 앤드 커맨더: 위대한 정복자
《마스터 앤드 커맨더: 위대한 정복자》(영어: Master and Commander: The Far Side of the World)는 2003년 개봉된 미국의 서사 역사 전쟁 드라마 영화로, 피터 위어가 연출 및 공동 제작과 각본을 맡았으며, 나폴레옹 전쟁 시기를 배경으로 한다. 영화의 줄거리와 등장 인물들은 잭 오브리의 항해 내용을 담은 20권의 소설 시리즈인 작가 패트릭 오브라이언의 오브리 머투린 시리즈를 각색하였다. 러셀 크로는 영국 왕립해군의 함장 잭 오브리로, 폴 베타니는 스티븐 머투린 박사로 출연했다. 20세기 폭스, 유니버설 스튜디오, 미라맥스 필름스, 새뮤얼 골드윈 필름스가 공동 제작한 이 영화의 제작비로 1억 3,500만 달러가 들었으며, 2003년 11월 14일에 개봉했다. 월드 와이드 수익 2억 1,200만 달러를 거둬들였다.
영화는 평론가들에게서 호평을 받았다. 제76회 아카데미상에서 작품상을 포함한 10개 부문 후보에 오르기도 했다. 그러나 촬영상과 음향효과상 두 개만을 수상하고, 나머지는 《반지의 제왕: 왕의 귀환》에 내주고 말았다.

## 줄거리
나폴레옹 전쟁 중인 1805년 영국 군함 서프라이즈 호의 잭 오브리 함장(러셀 크로)은 프랑스 무장선 아케론 호를 나포하거나 파괴하라는 명령을 받는다. 아케론 호는 서프라이즈 호보다 뛰어난 기술력을 가진 상대하기 벅찬 배이다. 잭 오브리의 친구이자 의사인 마투린(폴 베타니) 박사, 그리고 서프라이즈 호의 장교들, 선원들은 바다 위에서 여러 가지 고난을 겪으며 아케론 호를 쫓는다.

## 평가

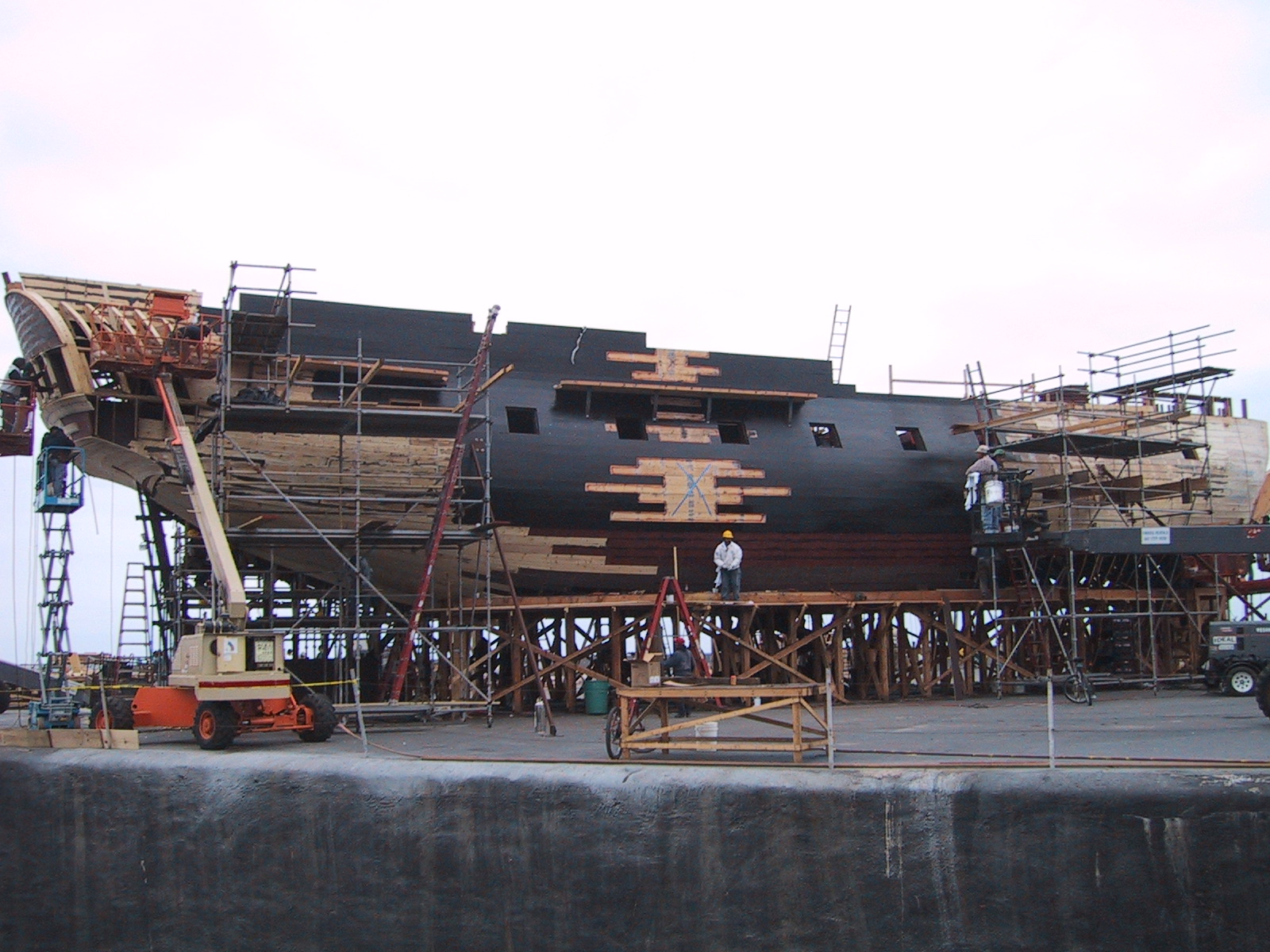
제작진은 선실, 갑판 하부 등에서 부분 촬영을 하기 위해 따로 배를 만들었다

뛰어난 고증으로 좋은 평가를 받았다. 피터 위어 감독은 돛대, 램프, 신발 등등 크고 작은 소품에도 당시의 시대적 배경에 따라 신경을 썼다. 제작한 서프라이즈 호는 19세기에 실제 존재했던 프리깃 함으로, 제작진이 미국 해양학교에서 사용했던 '로즈 호'를 보수하여 사용했다. 제작진은 선실, 갑판 하부 등에서 부분 촬영을 하기 위해 따로 배를 만들었다. 배의 수리와 건조에 세네 달이 걸렸다. 제작진은 정확한 건조를 위해 영국해군본부에서 도면을 얻고, 치밀한 계산을 통해 배를 만들었다.
단순히 갑판 위의 전투뿐만이 아니라 배 위에서의 생활상을 잘 다루었다는 평가도 받았다. 또한 여러 사건들을 통해 오브리와 마투린 두 인물의 성격과 개성이 잘 드러냈다. 스토리는 하나의 목표를 향해 느긋하게 나아가지만, 결국에 끈질기게 접근한다는 평이 있다. 단점으로는 여러 에피소드들을 모아뒀지만 짧은 러닝타임을 가진 영화의 특성 상 스토리가 하나로 녹아들지 못했다는 점이 있다. 해양 모험담으로써는 괜찮다는 평가다.

## 트리비아
- 시리즈인 원작 소설에서 연속된 이야기로 만들지 않고, 몇몇 사건들을 골라서 각색하여 만들었다.[4]
- 원작 소설에서는 상대가 미국 군함이지만, 영화에서는 프랑스 무장선이다.[4] 피터 위어 감독은 넬슨 제독 시대를 되살리고 싶어서 그렇게 바꿨다고 한다.[1]
- 잭 오브리 선장을 역의 러셀 크로는 배역을 준비하면서 20권에 달하는 원작 소설을 전부 읽었다.[5]
- 감독과 몇몇 제작진들은 실제 항해를 경험하기 위해 여러 군함에 탑승해보기도 하였다.[5]
- 갈라파고스 제도에서 직접 촬영을 한 최초의 영화다. 촬영 허가를 위해 에콰도르 정부, 갈라파고스 국립공원장을 몇 달에 걸쳐 설득했다.[5][6]
- 현대적인 얼굴을 지닌 배우들을 제외하고 19세기 선원에 걸맞는 얼굴을 가진 배우들만 캐스팅했다.[5]

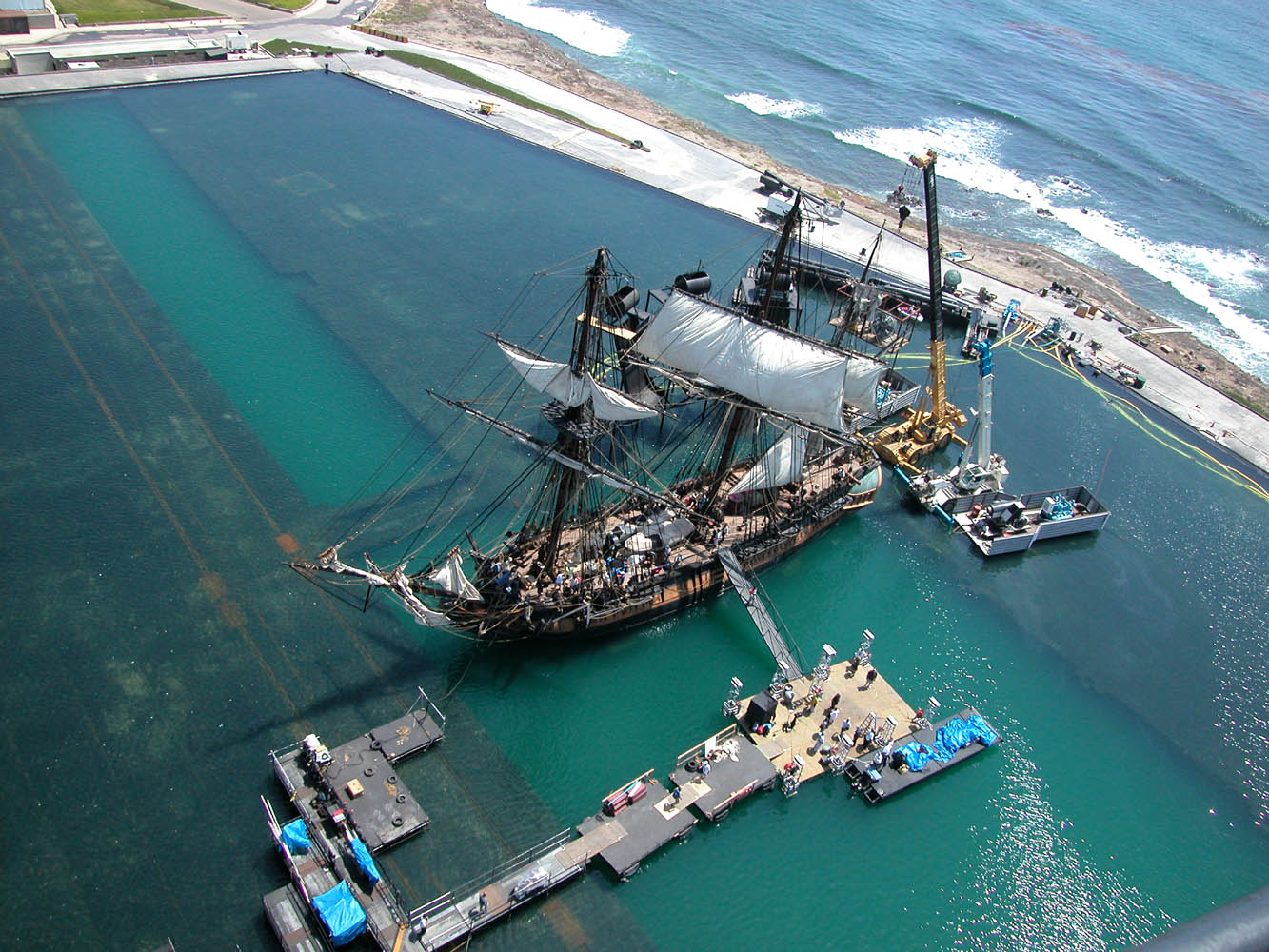
바하 스튜디오

- 타이타닉을 촬영했던 1만평 규모의 물탱크가 있는 바하 스튜디오가 이 영화에서도 사용됐다.[5]
- 첼로, 바이올린 연주 장면을 찍기 위해 러셀 크로와 폴 베타니는 몇 달에 걸쳐 레슨을 받고 연습을 했다.[5]
- 모든 배우와 스텝들은 범선 운항에 관한 여러 지식들을 익히고 훈련을 거쳤다. 러셀 크로는 이를 통해 대역 없이 42m에 달하는 돛대에 오르기도 했다.[5]

## 배역
| 장교 - 러셀 크로 - 대령 잭 오브리 - 제임스 다시 - 중위 / 대행 대령 토머스 풀링스 - 에드워드 우돌 - 소위 윌리엄 모웻 - 크리스 라킨 - 영국 왕립 해병대 대위 하워드 준사관 - 폴 베타니 - 선의 스티븐 머투린 박사 - 로버트 퓨 - 항해장 존 앨런 - 맥스 베니츠 - 생도생 / 대행 준소위 피터 마일즈 칼라미 - 맥스 퍼키스 - 생도생 윌리엄 블래키니 경 - 잭 랜돌 (Jack Randall) - 생도생 보일 - 리 잉글리비 - 생도생 홀롬 - 리처드 페이츠 (Richard Pates) - 생도생 윌리엄슨 - 리처드 맥캐브 - 선의 보조관 히긴스 - 이언 머커 - 갑판장 홀러 - 토니 돌런 - 목수 램 HMS 서프라이즈 호의 사병 - 데이비드 스렐폴 - 조리장 킬릭 - 빌리 보이드 - 키잡이 버렛 본든 - 브라이언 딕 - 목수 보조수 조지프 네이글 - 조지프 모건 - 장루원 관리장 윌리엄 월리 - 조지 이니스 - 이등병 조 플레이스 - 윌리엄 매너링 (William Mannering) - 이등병 마이클 더들 - 패트릭 갤러거 - 이등병 어쿼드 데이비스 - 앨릭스 팔머 (Alex Palmer) - 이등병 네헤미아 슬레이드 - 존 디샌티스 - 선의 조수 페이든 콜먼 - 우스만 티암 (Ousmane Thiam) - 조리장 조수 블레이크 빌 그외 - 마크 루이스 존스 - 포경선 알바트로스 호의 선원 호그 - 티에리 세갈 (Thierry Segall) - 아케론 호의 선장 |

## 한국어 더빙 성우진(MBC)
- 박일 - 오브리(러셀 크로우)
- 최한 - 매추런(폴 베타니)
- 김용식 - 앨런(로버트 퍼그)
- 김태훈 - 갑판장(이안 머서)
- 최원형 - 풀링스(제임스 다시)
- 이미자 - 브래키니(맥스 퍼키스)
- 이상범 - 모웻(에드워드 우달)
- 이성 - 핀리(데이비드 스렐폴)
- 황윤걸 - 하워드(크리스 라킨)
- 정재헌 - 캘라미(맥스 베니츠)
- 김두희 - 홀롬(리 잉글리비)
- 김명수 - 프랑스 함선 선장(티에리 시걸)
- 전국근 - 늙은 선원(조지 이네스)
- 변종필 - 장교(잭 랜돌)
- 엄태국 - 선원(앨릭스 팔머)
- 송준석 - 선원(브라이언 딕)
- 이상훈 - 선원(빌리 보이드)
- 방성준 - 선원(조지프 모건)
- 이원찬 - 선원(윌리엄 매너링)